# Világhíres zeneszerzők
A Világhíres zeneszerzők egy 21. századi magyar nyelvű népszerű zenetörténeti ismeretterjesztő könyvsorozat, amely CD mellékleteken az adott életrajzhoz kapcsolódó zeneműveket is tartalmazott, többnyire a londoni Royal Filharmonikus Zenekar előadásában. A sorozat a barcelonai Editorial Sol 90 kiadó albumsorozatán alapult, amely azonban nem tartalmazta Franz Schubert, Kodály Zoltán illetve Bartók Béla bemutatását, ezeket a magyar kiadás szerkesztője, Szirányi János adta hozzá. A fordítás során a szöveget át is dolgozták, így például a Frédéric Chopint bemutató kötetben külön hangsúlyt kaptak a magyar vonatkozások. A sorozat kötetei 2011. február 2. és október 19. között kéthetente jelentek meg a Kossuth Kiadó gondozásában. A sorozat kötetei egyben a Metropol Könyvtár sorozat részét is képezik.

## Kötetei
- 1. Alberto Szpunberg: Johann Sebastian Bach. Ford. Vági Ákos. (Karmester: Jonathan Carney(wd))[5]
- 2. Alberto Szpunberg: Frédéric Chopin. (Előadó: Ronan O’Hora(wd))[2]
- 3. Alberto Szpunberg: Pjotr Iljics Csajkovszkij. Ford. Vági Ákos. (Karmester: Jurij Szimonov(wd))[6]
- 4. Alberto Szpunberg: Liszt Ferenc. Ford. Iványi Franciska. (Előadó: Hamburgi Szimfonikus Zenekar, karmester: Hans-Jürgen Walther(wd))[7]
- 5. Alberto Szpunberg: Antonio Vivaldi. (Karmester: Jonathan Carney)[8]
- 6. Alberto Szpunberg: Antonín Dvořák (Karmester: Paavo Järvi)[9]
- 7. Alberto Szpunberg: Wolfgang Amadeus Mozart. Ford. Hargitai György. (Karmester: Jane Glover(wd))[10]
- 8. Alberto Szpunberg: Nyikolaj Andrejevics Rimszkij-Korszakov. Ford. Iványi Franciska. (Karmester: Barry Wordsworth(wd))[11]
- 9. Szirányi János: Franz Schubert. (Karmester: Claire Gibault(wd))[12]
- 10. Alberto Szpunberg: Claude Debussy. (Előadó: Ronan O’Hora)[13]
- 11. Alberto Szpunberg: Ludwig van Beethoven. Ford. Simonyi Ágnes és Vági Ákos. (Karmester: Raymond Leppard(wd))[14]
- 12. Alberto Szpunberg: Edvard Grieg. Ford. Iványi Franciska. (Karmester: Mark Ermler(wd), előadó: Ronan O’Hora)[15]
- 13. Alberto Szpunberg: Johannes Brahms. (Karmester: James Judd(wd))[16]
- 14. Alberto Szpunberg: Felix Mendelssohn. (Karmester: Jane Glover, előadó: Leland Chen)[17]
- 15. Alberto Szpunberg: Gustav Mahler. (Karmester: Frank Shipway(wd))[18]
- 16. Alberto Szpunberg: Robert Schumann.(Előadó: Ronan O’Hora)[19]
- 17. Alberto Szpunberg: Joseph Haydn. Ford. Puentes-Blanco Piroska. (Karmester: Stefan Sanderling(wd))[20]
- 18. Szirányi János: Kodály Zoltán.(Előadó: Magyar Rádió Szimfonikus Zenekara, karmester: Fischer Ádám)[21]
- 19. Alberto Szpunberg: ifj. Johann Strauss. Ford. Iványi Franciska.[22]
- 20. Szirányi János: Bartók Béla. (Előadók: Kokas Katalin, Kelemen Barnabás, Gustav Mahler Ifjúsági Zenekar, karmester: Eötvös Péter)[23]